# Великий Злиев
Вели́кий Зли́ев (укр. Великий Зліїв) — село в Репкинском районе Черниговской области Украины. Население 293 человека. Занимает площадь 1,43 км².
Код КОАТУУ: 7424480801. Почтовый индекс: 15051. Телефонный код: +380 4641.

## Власть
Орган местного самоуправления — Великозлиевский сельский совет. Почтовый адрес: 15049, Черниговская обл., Репкинский р-н, с. Воробьёв, ул. Центральная, 91.